# Rue Charrière
La rue Charrière est une voie située dans le quartier Sainte-Marguerite du 11e arrondissement de Paris, en France.

## Origine du nom
La rue tire son nom de celui d'un ancien  propriétaire local.

## Historique
Ancien « passage Lacharrière », devenu « passage Charrière » puis « impasse Charrière », la voie prend le statut de rue et sa dénomination actuelle par un arrêté municipal du 31 juillet 1997.

## Bâtiments remarquables et lieux de mémoire
- L'arrière de l'église Sainte-Marguerite.
- no 19 : Immeuble de logement sociaux de 1992, à l'angle de la rue Chanzy, oeuvre de l'architecte italien Massimiliano Fuskas.